# Corypha (ptaki)
Corypha – rodzaj ptaków z rodziny skowronków (Alaudidae).

## Występowanie
Rodzaj obejmuje gatunki występujące w Afryce.

## Morfologia
Długość ciała 12–23 cm; masa ciała 23–68 g.

## Systematyka
Rodzaj zdefiniował w 1827 roku angielski ornitolog William Swainson na łamach „The Zoological journal”. Na gatunek typowy Swainson wyznaczył (oryginalne oznaczenie) skowrońca przylądkowego (C. apiata). Jednak nazwa Brachonyx, którą nadał nowemu taksonowi, okazała się zajęta przez rodzaj chrząszczy, który opisał w 1825 roku niemiecki entomolog Carl Johan Schönherr, dlatego w 1840 roku angielski ornitolog George Robert Gray nadał rodzajowi ptaków nową nazwę Corypha.

### Etymologia
- Brachonyx: gr. βραχυς brakhus ‘krótki’; ονυξ onux, ονυχος onukhos ‘pazur’[6].
- Corypha: gr. κορυφος koruphos ‘ptak’ wspomniany przez Hezychiusza; w ornitologii zawsze kojarzony jest ze skowronkiem[7].
- Africorys: łac. Afer, Afra ‘Afrykanin’, od Africa ‘Afryka’; nowołac. corys ‘skowronek’, od gr. κορυδος korudos ‘czubaty skowronek’, od κορυς korus, κορυθος koruthos ‘hełm’[8]. Gatunek typowy: Mirafra africana A. Smith, 1836.

### Podział systematyczny
Do rodzaju należą następujące gatunki:
- Corypha apiata (Vieillot, 1816) – skowroniec przylądkowy
- Corypha fasciolata (Sundevall, 1850) – skowroniec pustynny
- Corypha kurrae (Lynes, 1923) – skowroniec wyżynny
- Corypha kabalii (C.M.N. White, 1943) – skowroniec buszowy
- Corypha nigrescens (Reichenow, 1900) – skowroniec ciemnoplamy
- Corypha africana (A. Smith, 1836) – skowroniec sawannowy
- Corypha athi (E. Hartert, 1900) – skowroniec masajski
- Corypha somalica (Witherby, 1903) – skowroniec długodzioby
- Corypha sharpii (Elliot, 1897) – skowroniec miedziany
- Corypha kidepoensis (J.D. Macdonald, 1940) – skowroniec rdzawopióry
- Corypha hypermetra (Reichenow, 1879) – skowroniec duży